# Euraziatische talen
Het Euraziatisch is een hypothetische macrofamilie die verschillende taalfamilies uit Europa, Azië en Noord-Amerika groepeert. De theorie over haar bestaan werd ontwikkeld door Joseph Greenberg.

## De takken van het Euraziatisch
Greenberg (2000:279-81) onderscheidde volgende takken binnen het Euraziatisch:
- Egeïsch (Etruskisch)
- Indo-Europees
- Oeraals-Joekagiers
- Altaïsch
- Koreaans-Japans-Ainu
- Nivchisch
- Tsjoektsjo-Kamtsjadaals
- Eskimo-Aleoetisch

De Egeïsche talen werden oorspronkelijk gesproken in Griekenland, de Egeïsche eilanden en West-Anatolië. De best gedocumenteerde taal uit deze familie is het Etruskisch, dat werd gesproken in Toscane en omstreken tot de eerste eeuw A.D. Mogelijk werd het naar Italië gebracht door immigranten ten tijde van de Griekse duistere eeuwen.
Het Indo-Europees is een taalfamilie die de meeste Europese talen omvat en veel Aziatische talen.
Het Oeraals-Joekagiers verbindt het Joekagiers, een taal met verschillende dialecten, gesproken in Siberië, met de uitgebreide familie van Oeraalse talen. Deze familie bestaat uit de Samojeedse talen en de Fins-Oegrische. De bekendste Oegrische taal is het Hongaars. De meest bekende Finse talen zijn het Fins, het Estisch en de Samische (Lapse) talen.
Het Altaïsch omvat de Turkse talen, de Mongoolse talen en de Toengoezische talen, maar volgens Greenberg niet het Koreaans, het Ainu of het Japans.
De Koreaans-Japans-Ainu-groep, zoals bepaald door Greenberg, vormt één groep, waartoe ook het Riukiuaans behoort, dat nauw aansluit bij het Japans. Volgens de conventionele theorieën zijn deze talen niet gerelateerd.
Het Nivchisch of Giljaaks wordt gesproken op de noordelijke helft van het eiland Sachalin en het nabijgelegen Aziatische vasteland.
De Tsjoektsjo-Kamtsjadaalse talen vormt een groep talen gesproken in Tsjoekotka, in het uiterste noordoosten van de Russische Federatie, en zuidelijk daarvan op het schiereiland Kamtsjatka.
De Eskimo-Aleoetische talen worden gesproken in het gebied dat zich uitstrekt van de Aleoeten, een eilandengroep tussen Rusland en Noord-Amerika, over Noord-Canada tot Groenland

## Relatie tot andere taalfamilies
Greenberg komt tot de ietwat verrassende conclusie dat de Euraziatische taalfamilie het nauwst verwant is met de Amerindische talen, een van de drie Amerikaanse taalgroepen die hij definieert. Volgens hem komt de Euraziatisch-Amerindische familie overeen met een relatief jonge expansie (ongeveer 15.000 BP) op gebied dat toegankelijk werd door het smelten van het Arctische ijs (2002:2).

## Erkenning door linguïsten
De Euraziatische hypothese wordt afgewezen door de meeste linguïsten, vaak omdat dat Greenberg in zijn onderzoek gebruikmaakt van mass lexical comparison, een controversiële methode die hij ontwikkelde in de jaren vijftig. Anderen zijn zich bewust van Greenbergs successen, zoals zijn algemeen aanvaarde classificatie van Afrikaanse talen, en nemen een afwachtende houding aan. Tot Greenbergs aanhangers behoren de Amerikaanse linguïsten Merritt Ruhlen en Allan Bomhard.

## Verwachtingen
De belangrijkste kritiek op theorieën zoals die van Greenberg stelt dat het contact tussen bevolkingsgroepen vaak een uitwisseling van woorden tot gevolg heeft. Gelijkenissen in woordenschat en zelfs grammaticale structuur wijzen daarom niet noodzakelijk op een gezamenlijke oorsprong. Het Engels bevat bijvoorbeeld heel wat Franse woorden, en het Perzisch heel wat Turkse en Arabische woorden. Het Engels blijft nochtans afstammen van het Oergermaans, en het Perzisch van het Oudperzisch. Of gelijkenissen tussen talen het gevolg zijn van afstamming dan wel van uitwisseling, kan alleen empirisch vastgesteld worden, van geval tot geval. De gelijkenissen tussen de taalgroepen die Greenberg definieert als Euraziatisch kunnen op dit moment op beide manieren verklaard worden.
De Euraziatische hypothese blijft intrigerend voor de taalwetenschap. In recente werken van Winfred P. Lehmann en anderen wordt de theorie ontwikkeld dat het Proto-Indo-Europees afstamt van een actief-statieve taal. Karakteristieken van deze taal zijn onder meer de sov-woordvolgorde: subject – object – verbum (onderwerp – lijdend voorwerp – werkwoord), het gebruik van agglutinerende suffixen en de afwezigheid van een grammaticaal geslacht. Deze kenmerken komen veel voor in de talen die Greenberg identificeert als Euraziatisch, zoals het Japans en het Turks. Het is waarschijnlijk te vroeg voor een definitieve uitspraak over de Euraziatische hypothese, maar ze is op het gebied van taaltypologie wel verenigbaar met recent werk over het Indo-Europees.

## Bijzondere behouden woorden

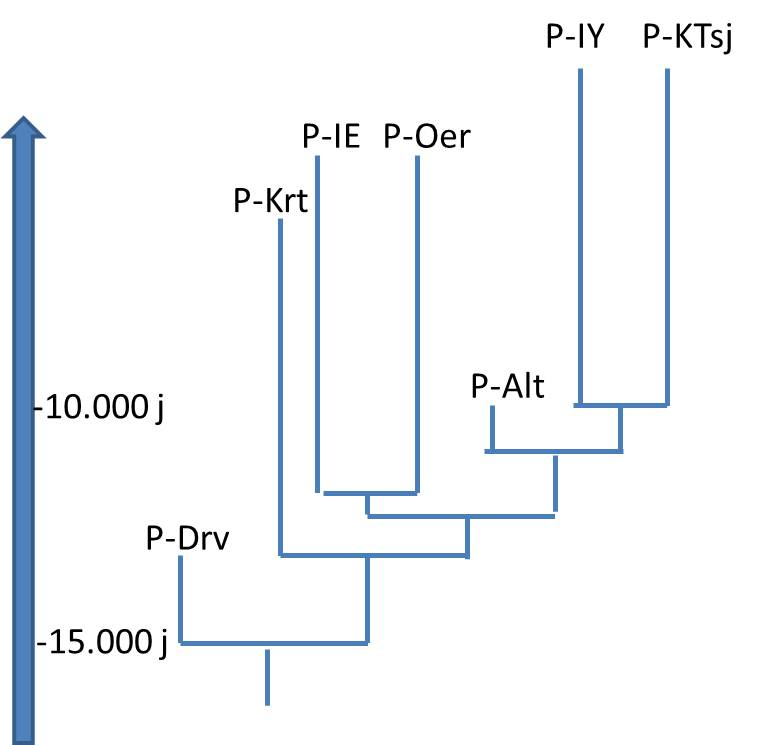
Stamboom naar Pagel

In 2013 verscheen een studie van Pagel et al. waarin zij zeven takken van de voorgestelde superfamilie statistisch vergeleken, met name door gebruik te maken van woorden die vaak van zeer algemene aard zijn en die bijzonder vaak gebruikt worden, zoals "ik", "niet, "man" of "hand". Op statistische gronden werd geconcludeerd dat deze woorden in een taal langzaam vervangen worden door een niet verwant woord. Voor een woord als "wie" wordt de halfwaardetijd geschat op 77.000 jaar. Dit wil zeggen dat deze bijzondere delen van de woordenschat informatie over de taalgeschiedenis bevatten die duizenden jaren terugreikt.
Nadat een groep van deze bijzonder behouden woorden vastgesteld was, werden zij met behulp van de statistische methodiek die ook voor DNA-vergelijkingen gebruikt wordt vergeleken tussen de zeven families:
1. Indo-Europees
2. Kartveels
3. Oeraals
4. Altaïsch
5. Tsjoektsjo-Kamtsjadaals
6. Inuit-Yupik
7. Dravidisch

Her resultaat was een stamboom met vertakkingen die variëren van circa 15.000 jaar geleden voor het Protodravidisch als oudste aftakking tot de splitsing van Inuit-Yupik en Tsjuktsi-Kamtsjadaals, geschat op 10.000 jaar geleden. Als nauwste verwant van het Proto-indo-Europees kwam Proto-oeraals uit de bus.